# Circumscripció electoral de Castelló
Castelló és 

Localització de la circumscripció electoral de Castelló a Espanya.

una de les 52 circumscripcions electorals utilitzades com a districtes electorals per al Congrés dels Diputats i el Senat, que són la cambra baixa i la cambra alta del Parlament espanyol. S'hi elegeixen 5 diputats i 4 senadors. Castelló també és una de les 3 circumscripcions electorals del País Valencià per a les eleccions autonòmiques. Es correspon amb la província de Castelló.

## Diputats obtinguts per partit (1977–2016)
| Candidatura                                                  | 1977 | 1979 | 1982 | 1986 | 1989 | 1993 | 1996 | 2000 | 2004 | 2008 | 2011 | 2015 | 2016 |
| ------------------------------------------------------------ | ---- | ---- | ---- | ---- | ---- | ---- | ---- | ---- | ---- | ---- | ---- | ---- | ---- |
| Partit Socialista Obrer Espanyol (PSOE)                      | 2    | 2    | 3    | 3    | 3    | 2    | 2    | 2    | 2    | 2    | 2    | 1    |      |
| Partit Popular (PP)                                          |      |      | 2*   | 2*   | 2    | 3    | 3    | 3    | 3    | 3    | 3    | 2    |      |
| Unió de Centre Democràtic (UCD)                              | 2    | 3    | 0    |      |      |      |      |      |      |      |      |      |      |
| Compromís-Podem-EUPV: A la valenciana (Podem-Compromís-EUPV) |      |      |      |      |      |      |      |      |      |      | 0*   | 1*   |      |
| Ciutadans-Partit de la Ciutadania (C's)                      |      |      |      |      |      |      |      |      |      |      |      | 1    |      |
| Candidatura Independent de Centre (CIC)                      | 1    |      |      |      |      |      |      |      |      |      |      |      |      |

- A les Eleccions generals de 1982, el Partit Popular es va presentar com AP-PDP-UV.

- A les Eleccions generals de 1986, el Partit Popular es va presentar com Coalició Popular.

- A les Eleccions generals de 2011, Compromís-Podem-EUPV: A la valenciana es va presentar com Coalició Compromís, sense incloure a Podem (inexistent) ni a EUPV.

- A les Eleccions generals de 2015, Compromís-Podem-EUPV: A la valenciana es va presentar com Compromís-Podemos-És el moment, sense incloure a EUPV.